# Landgraviat de Hesse
Pour les articles homonymes, voir Hesse.
1264–1567
Entités précédentes :
- Landgraviat de Thuringe

Entités suivantes :
- Hesse-Cassel
- Hesse-Marbourg
- Hesse-Rheinfels
- Hesse-Darmstadt

Le landgraviat de Hesse (en allemand : Landgrafschaft Hessen) est un ancien État du Saint-Empire romain. Il a été gouverné par les souverains de la maison de Hesse ayant pour résidence les châteaux de Marbourg et de Gudensberg puis, à partir de 1277, la ville de Cassel.

## Histoire

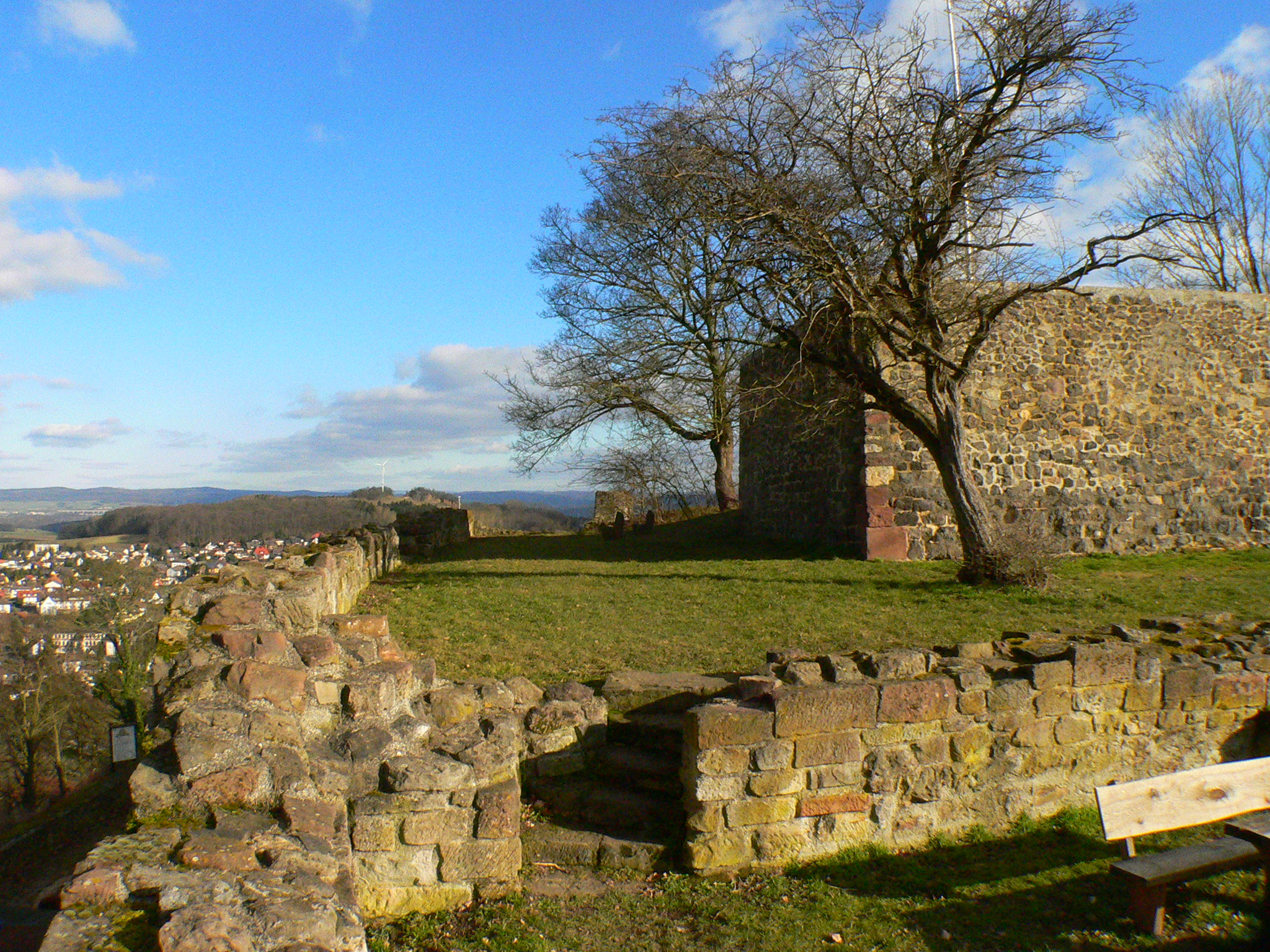
Les ruines du château de Gudensberg.

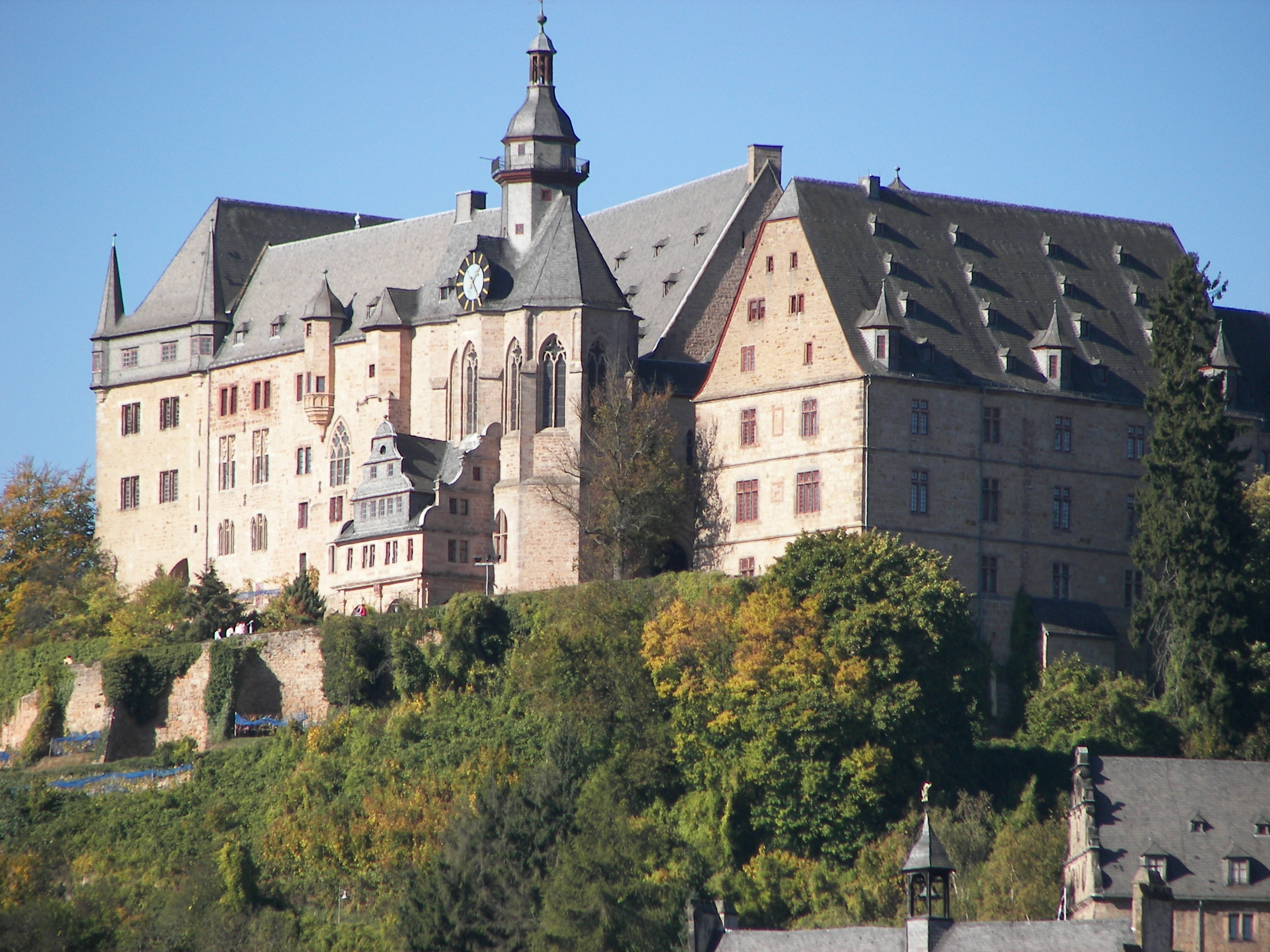
Le château de Marbourg.

Au début du Xe siècle, les domaines de Hesse (dérivé du peuple germanique ancien des Chattes), situés au bord des fleuves Fulda et Eder, et au cours amont de la Lahn et de la Werra, appartenaient au duché de Franconie sous le règne des Conradiens. Transmis par héritage et par alliance au cours des siècles, la plupart des comtés franconiennes en Hesse passaient sous la domination de la maison des landgraves de Thuringe. Le château de Gudensberg en Hesse a longtemps été la résidence des frères cadets des souverains, notamment de Henri Raspe Ier, de Henri Raspe II, de Henri Raspe III, et de Conrad de Thuringe, le futur grand maître de l'ordre Teutonique.
La principalité de Hesse naît à la fin de la guerre de Succession de Thuringe en 1264, date a laquelle le territoire du landgraviat de Thuringe fut divisé : la princesse Sophie de Thuringe, la fille du landgrave Louis IV et veuve du duc Henri II de Brabant, a assuré les possessions hessoises pour son fils Henri Ier, dit « l'Enfant de Brabant». Ainsi, l'autonomie du nouveau landgraviat de Hesse fut scellée, lorsque les domaines en Thuringe échurent à la maison de Wettin en Misnie. Le jeune prince avait été désigné « landgrave de Hesse » près de Gudensberg en 1247 ; Le 11 septembre 1263, le margrave Henri III de Misnie a officiellement reconnu sa souveraineté. En fin de compte, Sophie parvient à conserver la Hesse grâce à l'appui de la noblesse, et l'héritage des landgraves est partagé l'année suivante.

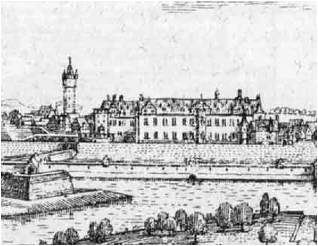
Le château des landgraves à Cassel, Matthäus Merian (vers 1655).

À partir de 1277 déjà, Henri Ier de Hesse résidait à Cassel. Le 12 mai 1292, il fut élevé au rang de prince du Saint-Empire par Adolphe de Nassau, roi des Romains. Sous le règne de ses descendants, le landgraviat de Hesse a existé pendant plus de 300 ans. Plusieurs partitions, notamment entre les descendants de Louis Ier, les branches de Henri III de Haute-Hesse et de son frère Louis II, ne sont pas durable. En 1479, les landgraves ont pu acquérir les territoires de l'ancien comté de Katzenelnbogen avec le château de Rheinfels au Rhin moyen et les domaines de Darmstadt. À partir de 1526, le landgrave Philippe Ier soutint ouvertement la cause des protestants et est devenu l’un des principaux chefs de la ligue de Smalkalde.
Finalement, le partage successoral à la mort de Philippe Ier en 1567 entraîne avec lui
la division définitive : La Hesse éclata en quatre entités indépendantes : les langraviats de Hesse-Cassel, de Hesse-Marbourg, de Hesse-Rheinfels et de Hesse-Darmstadt. Tandis que les branches de Marbourg et Rheinfels se sont bientôt éteintes, le landgrave Guillaume IX de Hesse-Cassel a reçu la dignité électorale des mains de Napoléon Ier en 1803 et Louis Ier de Hesse-Darmstadt fut élevé au titre de grand-duc en 1806.

## Landgraves de Hesse
- 1275-1308 : Henri Ier « l'Enfant »

Armoiries de la maison de Hesse.

- 1308-1311 : Jean (Basse-Hesse) et Othon Ier (Haute-Hesse), fils du précédent
- 1311-1328 : Othon Ier seul
- 1328-1376 : Henri II « le Fer », fils du précédent
- 1376-1413 : Hermann II « le Savant », neveu du précédent
- 1413-1458 : Louis Ier « le Pacifique », fils du précédent

À la mort de Louis Ier, la Hesse est divisée entre ses deux fils, en Basse-Hesse et Haute-Hesse.

### Basse-Hesse (Cassel)
- 1458-1483 : Henri III « le Riche »
- 1483-1500 : Guillaume III « le Jeune », fils du précédent

La mort de Guillaume III permet la réunification de la Hesse.

### Haute-Hesse (Marbourg)
- 1458-1471 : Louis II « le Franc »
- 1471-1493 : Guillaume Ier « l'Ancien », fils du précédent
- 1493-1509 : Guillaume II « le Cadet », frère du précédent

- 1509-1567 : Philippe Ier « le Magnanime », fils de Guillaume II

À la mort de Philippe Ier, la Hesse est divisée entre ses quatre fils.